# Streets of SimCity
Streets of SimCity là một game đua xe chiến đấu được hãng Maxis đồng phát triển và phát hành cho PC vào năm 1997. Mặc dù tựa game này chính thức thuộc về dòng Sims, nhưng bản thân trò chơi không thuộc thể loại mô phỏng cuộc sống, nhưng được kết nối chắc chắn với SimCity 2000, từ đó người chơi có thể chuyển đổi một thành phố đã sẵn sàng sẽ được hiển thị trong 3D trong Streets of SimCity. Đây là một trong số ít các game Maxis mà Will Wright, người tạo ra dòng Sims, không tham gia vào quá trình phát triển. Ngoài ra trong game còn có chế độ chơi mạng giúp người chơi tham gia tranh tài cùng với 7 người chơi khác.

## Lối chơi
Người chơi phải điều khiển xe và lái xe quanh thành phố, đó cũng là cơ hội để chuyển đổi thành phố đã hoàn thành từ SimCity 2000, sẽ được hiển thị dưới dạng đồ họa 3D. Người chơi có thể tham gia quay bốn chương trình truyền hình, bằng cách lái xe trên đường phố và thực hiện nhiều thủ thuật khó khăn khác nhau. Người chơi cũng có thể tham gia giao bánh pizza, truy đuổi các băng đảng tội phạm và cứu thành phố khỏi sự xâm lược của người ngoài hành tinh.
Một trong những điểm thu hút chính của Streets of SimCity là khả năng khám phá bất kỳ thành phố nào được tạo ra trong SimCity 2000 bằng ô tô theo phong cách điện ảnh. Trò chơi, giống như SimCopter, được dựng bằng 3D hoàn toàn và phương tiện của người chơi có thể được điều khiển bằng bàn phím, joystick, hoặc gamepad. Một tính năng đáng chú ý khác là chế độ nối mạng trong game mà người chơi có thể chơi deathmatch với tối đa bảy cá nhân khác. Đáng chú ý, đây là tựa game Maxis cuối cùng được phát triển và phát hành mà không có sự giám sát của Electronic Arts, đã mua lại Maxis trong hai tháng trước khi phát hành và hỗ trợ phát triển các game Maxis sau đó.

## Âm thanh
Nhạc nền của trò chơi được sáng tác bởi Jerry Martin, nổi tiếng với việc sáng tác nhạc cho dòng game The Sims và SimCity. Trò chơi có nhiều phong cách âm nhạc khác nhau để lựa chọn, sử dụng điều khiển radio trong khi lái xe. Các đài bao gồm jazz, techno, bluegrass và rock. Nhà để xe có một giai điệu được sáng tác chỉ từ các công cụ điện và máy móc để tạo ra một phong cách độc đáo. Ngoài ra, một số nhạc sống và được đưa vào tựa game bán chạy nhất The Sims, dưới dạng nhạc cho các chương trình truyền hình "hành động", cũng như các bản nhạc trên radio và hệ thống âm thanh.

## Đón nhận
Next Generation đã xem xét phiên bản PC của trò chơi, đánh giá một trên năm sao và tuyên bố rằng "Khi tất cả được nói và làm, Streets of Sim City tốt hơn nên để lại trên kệ của cửa hàng." Một nhà phê bình từ GameSpot đã chấm cho game mức điểm trung bình. Một mặt, anh gọi đó là điều thú vị và ca ngợi trò chơi này vì sự lựa chọn rộng rãi các kịch bản, cũng như tinh thần của thập niên 70, được truyền tải qua âm nhạc và môi trường xung quanh. Mặt khác, nhà phê bình đã chỉ trích game về đồ họa yếu kém và lưu ý rằng nhiều khả năng người hâm mộ của SimCity 2000 sẽ vui vẻ nhìn vào thành phố của chính họ từ một góc nhìn mới.